# نارنجان رستم
نارنجان رستم، روستایی از توابع شهرستان رستم در استان فارس ایران است.

## جمعیت
این روستا در بخش مرکزی شهرستان رستم قرار دارد و براساس سرشماری مرکز آمار ایران در سال ۱۳۹۵، خالی از سکنه می‌باشد.